# Penyrheol, Trecenydd and Energlyn
Penyrheol, Trecenydd and Energlyn är en community i Storbritannien.   Den ligger i kommunen Caerphilly och riksdelen Wales, i den södra delen av landet, 220 km väster om huvudstaden London.